# Северный кузу
```

```

Северный кузу, или Северный щеткохвост (лат.  Trichosurus arnhemensis) — сумчатое млекопитающие семейства кускусовых.

## Описание
Длина тела составляет от 36 до 55 см, не считая хвоста (длина хвоста 25-30 см), размером примерно с небольшую кошку. Мех серого цвета (у самок серебристо-серый, у самцов красновато-серый), подбрюшье белое. Несмотря на название «северный», хвост не имеет густого меха, а кончик хвоста вообще не покрыт мехом.

## Распространение
Обитает в регионе Кимберли в северной части штата Западная Австралия. Хорошо адаптируется к сельской и городской местности. В некоторых местах обитания считается вредителем.

## Образ жизни
Северный кузу живёт на деревьях и ведёт ночной образ жизни, предпочитая для питания сумерки и предрассветные часы. Территориальные животные, могут жить как группами, так и поодиночке. Пищу ищут в основном на деревьях, но так же немало времени проводят на земле. Питаются листьями, семенами, фруктами и ягодами. Иногда едят беспозвоночных и птичьи яйца. Брачный сезон длится круглый год. Продолжительность жизни составляет до 15 лет.